# Erebia perfusca-semicaeca
Erebia perfusca-semicaeca är en fjärilsart som beskrevs av Curt Eisner 1946. Erebia perfusca-semicaeca ingår i släktet Erebia och familjen praktfjärilar. Inga underarter finns listade i Catalogue of Life.